# Episodi di Dream On (seconda stagione)
La seconda stagione della serie televisiva Dream On è stata trasmessa negli Stati Uniti dal 7 luglio al 6 ottobre 1991 su HBO ed è composta da 15 episodi. In Italia è andata in onda dal 31 luglio 1995 su Canale 5.
| nº | Titolo originale                                            | Titolo italiano                          | Prima TV USA      | Prima TV Italia |
| -- | ----------------------------------------------------------- | ---------------------------------------- | ----------------- | --------------- |
| 1  | The second greatest story ever told (1)                     | La realtà della finzione (prima parte)   | 7 luglio 1991     |                 |
| 2  | The second greatest story ever told (2)                     | La realtà della finzione (seconda parte) | 7 luglio 1991     |                 |
| 3  | And your little dog, too                                    | A caccia di un best seller               | 14 luglio 1991    |                 |
| 4  | The 37-year itch                                            | La prima volta                           | 21 luglio 1991    |                 |
| 5  | Calling the kettle black                                    | Canne e cannoni                          | 28 luglio 1991    |                 |
| 6  | Futile attraction                                           | Attrazione quasi fatale                  | 4 agosto 1991     | 31 luglio 1995  |
| 7  | No, I'm just happy to see you                               | Legittima difesa                         | 11 agosto 1991    |                 |
| 8  | What I did for lust                                         | Un brutto libro di successo              | 18 agosto 1991    |                 |
| 9  | Play Melville for me                                        | Il fascino della tv                      | 25 agosto 1991    |                 |
| 10 | To have and have and have and have not                      | L'ape regina colpisce ancora             | 1º settembre 1991 |                 |
| 11 | Pants on fire                                               | Lezioni di lealtà                        | 8 settembre 1991  |                 |
| 12 | The Charlotte letter                                        | Un passato da dimenticare                | 15 settembre 1991 |                 |
| 13 | The name of the game is five-card stud                      | Poker a rischio                          | 22 settembre 1991 |                 |
| 14 | So funny I forgot to laugh (aka Stop it, you're killing me) | Comicità a tutti i costi                 | 29 settembre 1991 |                 |
| 15 | Toby or not Toby                                            | Buon compleanno                          | 6 ottobre 1991    |                 |